# Mike Bossy
Michael Dean Bossy (Montréal, 22 gennaio 1957 – Montréal, 15 aprile 2022) è stato un hockeista su ghiaccio canadese, che giocava nel ruolo di ala, noto per la sua lunga militanza per i New York Islanders, con cui ha vinto 4 Stanley Cup consecutive. 
Si è ritirato a 30 anni per un infortunio alla schiena. È il giocatore con la miglior media realizzativa nella storia dell'NHL.

## Palmarès

### Club
- Stanley Cup: 4

 New York Islanders: 1980, 1981, 1982, 1983

### Nazionale
- Canada Cup: 1

 Canada: 1984

### Individuale
- Hockey Hall of Fame: 1

1991
- Calder Memorial Trophy: 1

1978
- Conn Smythe Trophy: 1

1982
- Lady Byng Memorial Trophy: 3

1982-83, 1983-84, 1985-86
- NHL First All-Star Team: 5

1980-81, 1981-82, 1982-83, 1983-84, 1985-86
- NHL Second All-Star Team: 3

1977-78, 1978-79, 1984-85
- NHL All-Star Game: 6

1980, 1981, 1982, 1983, 1985, 1986
- MVP dell'NHL All-Star Game: 1

1982
- Canada Cup All-Star Team: 1

1981